# 嗤う分身
『嗤う分身』（わらうぶんしん、原題:The Double）は2013年に公開されたイギリスのスリラー映画である。監督はリチャード・アイオアディ、主演はジェシー・アイゼンバーグが務めた。本作はフョードル・ドストエフスキーが1846年に発表した小説『二重人格』を原作としている。
なお、2013年10月に第26回東京国際映画祭で上映された際には、『ザ・ダブル/分身』という邦題が使用された。

## ストーリー
あまりにも要領が悪い会社員サイモン・ジェームズ。彼はその影の薄さから、職場の上司や同僚から存在を黙殺されていた。そんな彼の唯一の楽しみは自宅アパートの向こう側に住む同僚ハナの私生活を覗き見ることであった。サイモンはハナが捨てた絵画をゴミ捨て場から回収し、それを自室に飾って愛でていた。そんなある日、サイモンはハナが暮らすアパートの屋上から何者かが飛び降りるのを目撃する。
ある日、サイモンの職場にジェームズ・サイモンという新入社員がやって来た。驚くべきことに、ジェームズとサイモンの容姿は瓜二つであった。しかしジェームズは実に要領が良く、魅力に溢れる人間であった。自分のそっくりさんが自分以上の尊敬を集めていることに苛立つサイモン。職場の人々は自分とジェームズの容姿の酷似に気が付いていないようだった。一方、ジェームズはサイモンの苦悩に同情しているようだった。ジェームズはサイモンにハナを誘惑する方法を伝授する。意気揚々とハナの元へ向かうサイモンだったが、ハナはサイモンを通してジェームズをデートに誘おうとしてきた。やむなくサイモンはジェームズのふりをしてデートに臨むことになった。無線でサイモンに指示を出してもらいながら途中までは順調にいったデートだったが、恋愛関係まであと一歩というところでサイモンがプレッシャーに負けてしまう。その結果、耐えかねたジェームズがサイモンと入れ替わりハナとキスをした。サイモンは不快に思ったが、自分ではどうしようもなかった。翌日、サイモンはジェームズの代わりに会社の適性検査を受けることになった。ジェームズには要領の良さがあったが、地道さには欠けていたのである。
サイモンはジェームズとお互いの欠点を補う関係になれると思っていたが、次第にジェームズに利用されているだけなのではないかという不安を抱くようになった。やがて、2人が決裂するときがやって来た。

## キャスト
- ジェシー・アイゼンバーグ - サイモン・ジェームズ/ジェームズ・サイモン
- ミア・ワシコウスカ - ハナ
- ウォーレス・ショーン - ミスター・パパドプロス
- ノア・テイラー - ハリス
- ヤスミン・ペイジ - メラニー・パパドプロス
- ジェームズ・フォックス - 大佐
- キャシー・モリアーティ - キキ
- フィリス・サマーヴィル - ミセス・ジェームズ
- コブナ・ホルドブルック＝スミス - 警備員/医者
- トニー・ロア - ルドルフ
- スーザン・ブロンマート - リズ
- ジョン・コークス - 警察官
- ティム・キー - ケアワーカー
- ロイド・ウルフ - 調査員
- リディア・フォックス - 調査員
- サリー・ホーキンス - 受付
- ソウル・ウィリアムズ - 警備員
- J・マスシス - ジャニトール
- クリストファー・モリス - 職員
- クリス・オダウド - 看護師
- クレイグ・ロバーツ - 警察官
- カーストン・ウェアリング - 葬儀場の職員
- パディ・コンシダイン - ジャック
- ジェンマ・チャン - 裁判官
- ラデ・シェルベッジア - 老人

## 製作・公開
2012年2月、リチャード・アイオアディ監督の新作映画にジェシー・アイゼンバーグとミア・ワシコウスカが出演することになったと報じられた。9日、スタジオカナルが本作の全英配給権を獲得したと発表した。5月20日、本作の主要撮影がロンドンで始まった。2013年9月7日、本作は第38回トロント国際映画祭でプレミア上映された。10月15日、マグノリア・ピクチャーズが本作の全米配給権を購入したと報じられた。

## 評価
本作は批評家から好意的に評価されている。映画批評集積サイトのRotten Tomatoesには124件のレビューがあり、批評家支持率は83%、平均点は10点満点で6.9点となっている。サイト側による批評家の見解の要約は「身につまされるような恐怖とスリリングな野心がある。『嗤う分身』はジェシー・アイゼンバーグに一人二役という美味しい役どころを提供すると共に、リチャード・アイオアディ監督の見事な才能を再確認させてくれた。」となっている。また、Metacriticには31件のレビューがあり、加重平均値は68/100となっている。